# ITVニュース ロンドン
『ITVニュース ロンドン』（ITV News London）は、イギリス・ITNが制作し、ITVロンドンで放送しているロンドン地域の夕方のニュース番組。毎週月曜日から金曜日の18:00から30分間放送され、地域のニュース、特集、スポーツ、天気を扱っている。プレゼンターはルクレツィア・ミラリーニで、短縮版はその他の時間に放送されている。

## 歴史

### ロンドン・ニュース・ネットワーク
当番組は、カールトン・テレビジョン（以下「カールトン」）が前の所有者であるテムズ・テレビジョンからロンドン地域の平日フランチャイズを獲得した後、1993年1月4日に『ロンドン・トゥナイト（London Tonight）』として開始された。元々、カールトンとロンドン・ウィークエンド・テレビジョン（以下「LWT」）の合弁会社であるロンドン・ニュース・ネットワーク（以下「LNN」）によって制作され、ロンドン地域に唯一のITV地域ニュースサービスを提供することを目的としており、週7日間放送していた。これにより、以前は『テムズニュース』と『LWTニュース』として放送され、かつては別々だったサービスと、地域の週末と平日のニュース、天気、スポーツの放送との間に継続性が確立された。
当初は60分間放送で、アラステア・スチュワートとフィオナ・フォスターがプレゼンターを務めたメイン版は、1993年1月1日に開始された短縮版の『ロンドン・トゥデイ（London Today）』によって補完された（LWTは独自のニュースサービスを廃止した）。メインの夕方版は1年後に30分間に短縮され、1996年11月25日から2001年9月まで、30分間の昼間版『ロンドン・トゥデイ』が平日に放送された。
ロンドン・ニュース・ネットワークは、地域ニュースに加えて、カールトンとLWTの両方に幅広く地域番組を制作し、双方に送信サービスを提供した。

### ITN
2004年、ITVロンドンの所有者であるカールトンとグラナダplcが合併し、ITV plcが設立され、LNNはすぐに解散した。全ての「ITVロンドンニュース」番組の制作は、2004年2月29日にイギリス全土のチャンネル3ニュース契約者であるITNへの引き継ぎが行われるまでは、ザ・ロンドン・スタジオ（旧称「LWTサウスバンクセンター」）に残り、ロンドン中心部の新本社に移転した。ITNへの引き継ぎにより、地域放送局が独自のニュース番組を制作しないイギリス国内では唯一のケースとなった。
2007年5月21日、ITNは、大都市に暮らす人々を対象とした双方のニュース番組の交換や相互の取材協力の実現を目指し、日本の東京メトロポリタンテレビジョン（TOKYO MX）と業務提携し、同年7月1日から同局の報道番組『TOKYO MX NEWS』（日曜夕方版）の中で、『ロンドン・トゥナイト』のニュースの一部を放送している。
ITNへの引き継ぎ後も、番組は独自の編集チームを保持していたが、LNNの解散により、約40人の雇用が失われた。『ロンドン・トゥナイト』は、2009年2月のITV地域ニュース再編の影響を受けなかった。
2012年7月4日、ITVニュースの編集者であるデボラ・ターネスは、『ロンドン・トゥナイト』の従業員に、スタッフの3分の1が余分になることを通知し、ITVニュースと『ロンドン・トゥナイト』の両方が同年10月1日から取材活動とスタジオを共有した。
2013年1月14日に、サービスがリニューアルされ、『ITVニュース ロンドン（ITV News London）』にタイトルが変更された。
かつての著名な主要プレゼンターには、ケイティ・デラム、フィオナ・フォスター、ニーナ・ホサイン、ナターシャ・カプリンスキー、アンナ・マリア・アッシュ、ドナル・マッキンタイア、メアリー・ナイチンゲール、アラステア・スチュワート、シャーリーン・ホワイト、マット・ティールが含まれている。

## 現在の出演者
- ルクレツィア・ミラリーニ（英語版）：主要プレゼンター・ニュースリーダー（2013〜）、芸能特派員（2010〜2012）
- フェイ・バーカー（英語版）：ニュースリーダー（2005〜）
- サリー・ビダルフ（英語版）：ニュースリーダー（2014〜）
- ニーナ・ホサイン（英語版）：ニュースリーダー（2005〜）
- ジェラント・ヴィンセント（英語版）：臨時プレゼンター（2017〜）
- スザンヌ・ヴィルディー（英語版）：代行ニュースリーダー（2016〜）